# Нотатки про громадянську війну
«Нотатки про громадянську війну», також «Записки про громадянську війну» (лат. Comentarii de Bello Civili)  — твір видатного римського полководця, політика та письменника Гая Юлія Цезаря. За змістом це опис подій 49-48 рр. до н. е. — початку громадянської війни між Гаєм Юлієм Цезарем (представником політичного угрупування популярів) та Гнеєм Помпеєм Великим (лідером політичного угрупування оптиматів). За жанром, є аналогом попереднього твору автора, а саме «Нотаток про Галльську війну», що у 8 книгах представляють літературну обробку звіту про серію кампаній Цезаря в Галлії 58-51 рр. до н. е., які увінчались завоюванням римлянами великих територій сучасних Франції, Бельгії, Швейцарії. Авторство цих двох творінь приписується Цезарю, однак є пізніші «Нотатки…» не його авторства: вони умовно називаються «Нотатками продовжувачів» і розповідають про хід громадянської війни між цезаріанцями (прихильниками Цезаря) та помпеянцями (соратниками Помпея) у провінції Африка («Нотатки про Африканську війну») та Єгипті («Нотатки про Александрійську війну»). Метою «Нотаток про Громадянську війну» були, насамперед, обґрунтування війни Цезаря проти Помпея та популяризація воєнних успіхів Цезаря. Цей твір містить три книги та за різкістю кінцівки вважається незавершеним. Як історичне джерело являє собою цінний матеріал з історії пізньої Римської республіки. Як літературна пам'ятка є зразком класичної античної літератури, яку вивчають та читають у всьому світі уже понад 2000 років.

## Історичний контекст твору
«Нотатки про громадянську війну» викликали б чимало питань у читача, якщо б той не ознайомився із тогочасними умовами розвитку Риму. Так само не повною мірою зрозумілі еталони давньогрецького героїчного епосу «Іліада» та «Одіссея» без ознайомлення з міфами Троянського циклу та знайомства з головними богами давньогрецької міфології. Адже на час написання «Нотаток…» припадає занепад і завершення республіканської форми правління в Римі. У 83-81 рр. до н. е. відбулась друга громадянська війна, яка продемонструвала розкол суспільства на два політичних угрупування (оптимати та популяри), а також жахливі наслідки цього розколу (проскрипції, влаштовані диктатором Суллою, були жорстокими репресіями проти незгодних). Республіканському устрою Давньоримської держави загрожували полководці, що не завжди були віддані ідеалам своєї Вітчизни, адже через часті повстання в провінціях вони стали гарантом спокою для Риму, що тонув у кривавих військових конфліктах (за словами давньоримського історика Тіта Лівія, Рим у 753 р. до н. е. — 9 після н. е., був у стані миру лише двічі).

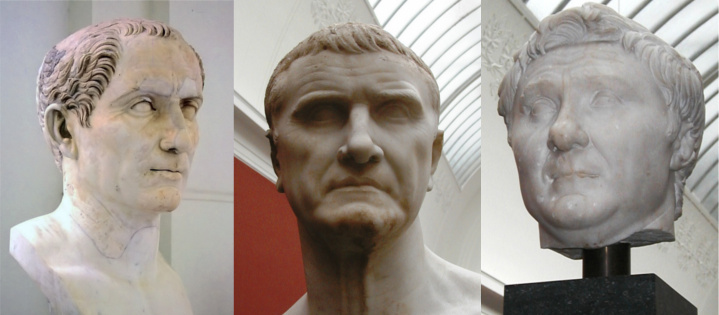
Зліва направо: Гай Юлій Цезар, Марк Ліциній Красс та Гней Помпей Великий.

Наприкінці 60-х–на початку 50-х рр. до н. е. виникає приватна домовленість між трьома полководцями Гаєм Юлієм Цезарем, Марком Ліцинієм Крассом та Гнеєм Помпеєм Великим — Перший тріумвірат. Зійшлись три впливові сили (багатство Красса, талант Цезара та впливовість Помпея), які змогли забезпечити кожному тріумвіру високі посади попри опір вищої верстви суспільства — сенаторів. Навесні 56 до н. е. у місті Лукка були розподілені сфери впливу та кожному тріумвіру виділено власний імперій: Марк Красс отримав Сирію, Гней Помпей — Далеку і Близьку Іспанію, а Юлій Цезар продовжив своє намісництво в Цизальпійській Галлії. Це продемонструвало, що тріумвіри, які починали як опозиційні політики, стали ледь не господарями держави.
Невдоволення «союзом трьох» у Римі стрімко зростало і, невдовзі, населення почало активно підтримувати сенат. Помпей, який був тоді в Римі, після нетривалого протистояння, приєднався до сенаторів, ставши на сторону своїх колишніх ворогів. Це суперечило політичним поглядам Цезаря. Галльського намісника підтримували народні трибуни, які мали право вето.
Напруження між колишніми союзниками наростало, проте існування першого тріумвірату було припинено лише разом зі смертю Марка Красса в Парфянському поході в 53 р. до Р. Х. Це прискорило початок громадянської війни між Помпеєм та Цезарем. Саме про це зіткнення і йдеться мова в «Нотатках про громадянську війну», яка, незважаючи на політичні погляди автора, безперечно, є цінним історичним джерелом того часу.

## Зміст твору
«Нотатки про громадянську війну» складаються з трьох книг, у яких ведеться розповідь про військове протистояння Помпея та Цезаря у 49-48 рр. до н. е. Твір має пронумеровані абзаци та досить сухий стиль. За різкою кінцівкою можна вважати, що «Нотатки…» не завершені або їх кінцівка втрачена. Ще є 16 пропусків, які можна помітити в процесі читання. Насамперед втрачені шматки пов'язують із втратою твору, який лише згодом знайшли в італійських архівах та перевидали в Римі в 1469 році. У порівнянні з попереднім твором («Нотатки по Галльську війну»), попри схожий стиль, цей має кілька особливостей: ведеться підрахунок втрат, створена більш продумана композиція, яскравіше виділяється особиста позиція автора.

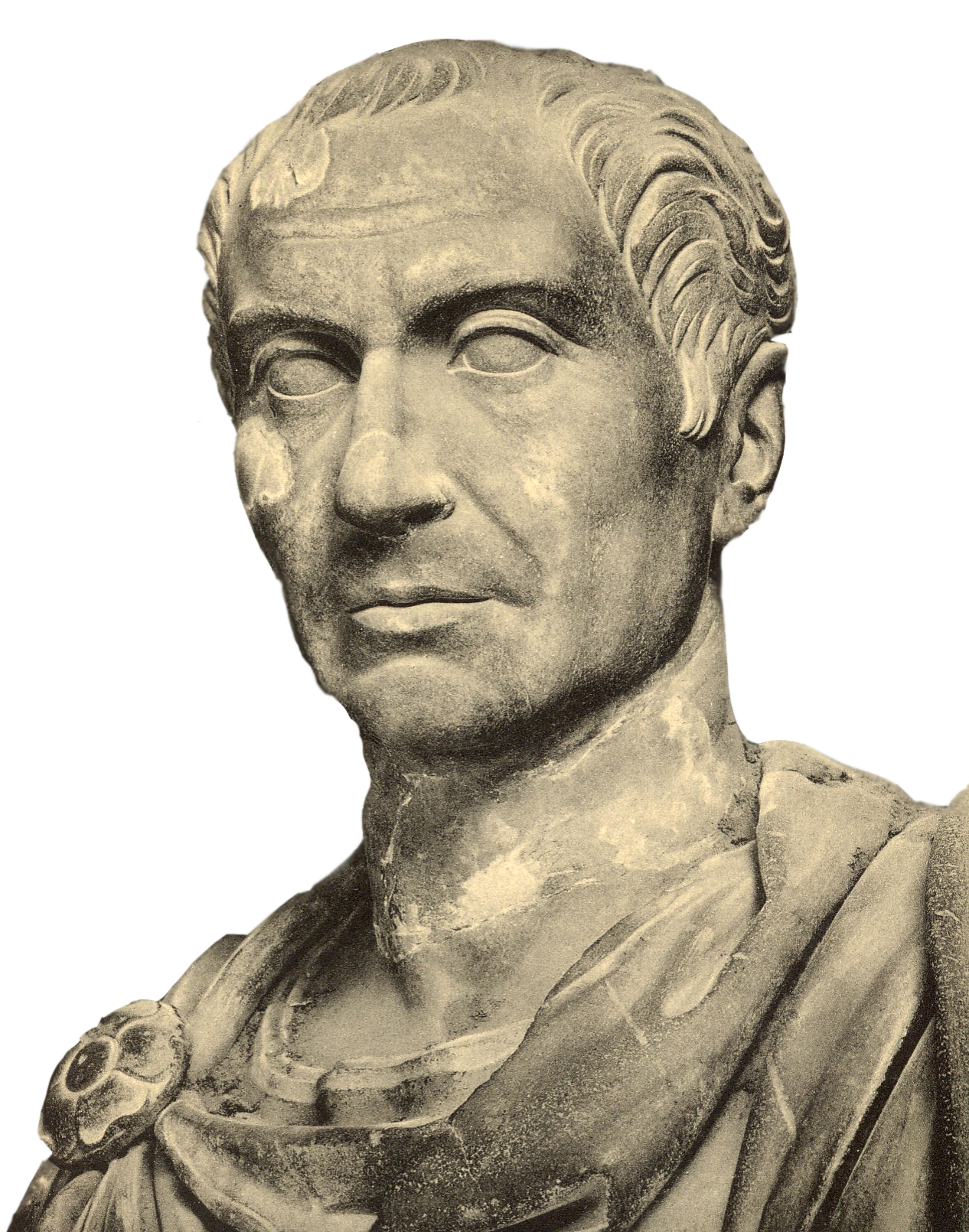
Гай Юлій Цезар, автор «Нотаток…», видатний римський військовий та політичний діяч.

### Книга перша
Перші розділи присвячені подіям у Римі, що передували активним воєнним діям. Ця частина є обґрунтуванням громадянської війни з Помпеєм. Колишній галльський намісник постає захисником римського народу та його безцінних традицій, а Помпей, що перейшов на бік аристократів-оптиматів,— зрадником Цезаря та узурпатором. Красномовно підсумовують блок звинувачень такі слова:
|  | По всій Італії проводять рекрутські набори, вимагають зброї,стягують із муніципіїв гроші, беруть гроші із храмів, одним словом, зневажається всяке право: божественне та людське. |

У наступних розділах розкривається хід війни в Італії: Цезар та його соратники, в переважній більшості, завдяки підтримці народу, здобувають ряд міст з навколишніми областями, а Помпей, чи то через успіхи супротивника, чи то за власним планом, залишає Італію морським шляхом.
Цезар звертається до сенату, однак, невизначена поведінка останнього, призводить до ультиматуму від лідера популярів: сенат або долучається до політики на боці Цезаря, або відсторонюється від будь-яких дій.
Тим часом війна триває. Противники наввипередки шукають союзників та заручаються підтримкою общин та намісників по всій Римській державі, і кожне місто чи територія мають вибрати, на чиєму вони боці. Сам же Цезар починає рух в Ближню Іспанію. На шляху він зустрічає опір массилійців, а потім Цезар має вести напружену боротьбу з Африцієм та Петрем. Спочатку видатний полководець зазнає труднощів, але на поміч приходять його союзники-галли. До того ж на бік Цезаря переходить низка місцевих племен, а массилійський флот, незважаючи на високу маневреність, несе втрати від досвідчених у морських боях з галлами та бриттами цезаріанців.
Врешті-решт, внаслідок того, що легіони Цезаря тривалий час перешкоджали нормальному постачанню продовольства до армії супротивників, Африцій та Петр вимушені були скласти зброю та розпустити своє військо. Автор «Нотаток…» підносить такі умови капітуляції як приклад гуманності та благородства.

### Книга друга
Нова книга розпочинається з опису облоги Массилії (сучасний Марсель), котрій Гней Помпей послав на допомогу ескадру на чолі з Б. Насідієм. Після морських боїв массилійський флот був майже повністю знищений, а ескадра Насідія відступила в Дальню Іспанію. Разом з тим Требоній, який за дорученням Цезаря тримав в облозі Массилію, досягнув успіхів в облозі за допомогою нових прийомів у будівництві облогових споруд, тому навіть віроломність массилійців у переговорах не порятували місто від епідемії та подальшої капітуляції, за якою вони втратили всі метальні механізми і відігравати важливої ролі у подальшій війні більше не могли.

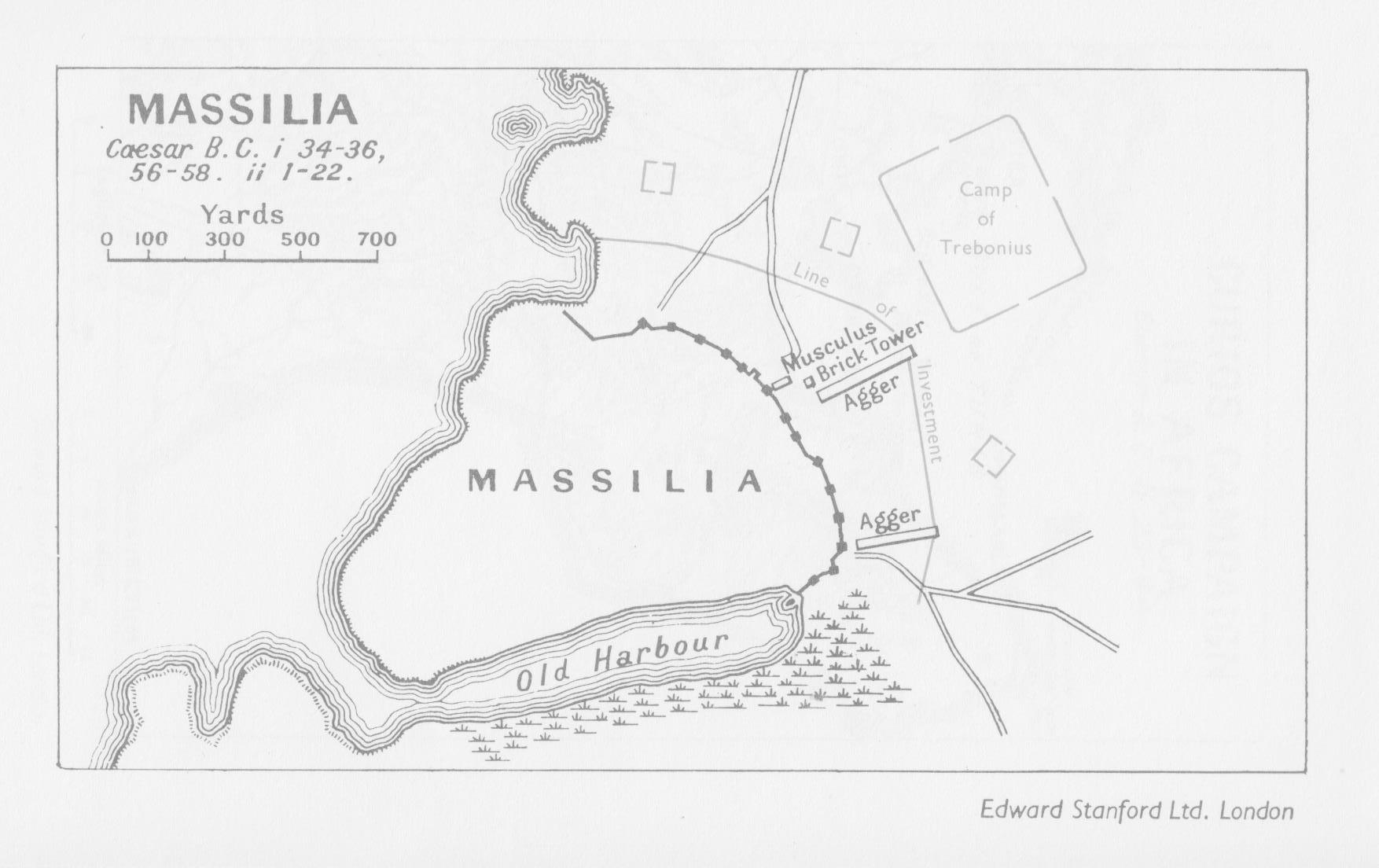
Облога Массилії, 49 р. до Р. Х.

Поки Требоній експериментував з облоговими спорудами, лідер популярів вирушив до Дальньої Іспанії. Ця провінція продемонструвала процезарські настрої. Намісник Варрон, що готувався до війни і розраховував на серйозну битву під Гадами, отримував одне за одним повідомлення про перехід міст на сторону Цезаря: спочатку Кордуби, потім Кормона, а далі і стратегічний пункт Гади. Варрон вирушив до Італіки, однак і та не підкорилася його владі. Опинившись без підтримки римських громадян та іспанців, Варрон надіслав Цезарю повідомлення про готовність передати свої легіони. Пізніше він у належному порядку склав повноваження легата.
Тим часом Марк Лепід у Римі успішно проводить законопроєкт про призначення Цезаря диктатором.
Далі розповідь ведеться вже про справи в Африці. Вірний Цезарю Куріон підкорив «хлібні» провінції Сицилію та Сардинію відправився випробувати щастя у боротьбі з Атієм Варом. У битві під Утику помпеянці зазнали поразки і в паніці відступили у місто. Самі ж містяни, особливо римські вершники, вимагали Атія Вара вступити в перемовини про умови здачі міста Куріону.
Але місту капітулювати не судилось: прийшла звістка, що нумідійський цар Юба I , чиє царство раніше приєднав Куріон до Риму, зібрав могутнє військо та рухається до Утіку. Це підбадьорило жителів міста. Цезаріанці після довгих вагань врешті вирішили, що правдою в цій звістці є те, що не сам Юба, а лише невеликий загін від нього, прийшов на допомогу Атію Вару. Куріон стрімголов кинувся в атаку і розгромив вщент передовий загін війська царя Юби. Однак коли підійшли основні сили, то між відступом та смертю Куріон вибрав благородну загибель у бою. Варварський цар знищив ворога, а полонених майже повністю стратив попри обіцянки та опір Вара. Книга завершується тріумфальним вступом Юби в Утіку.

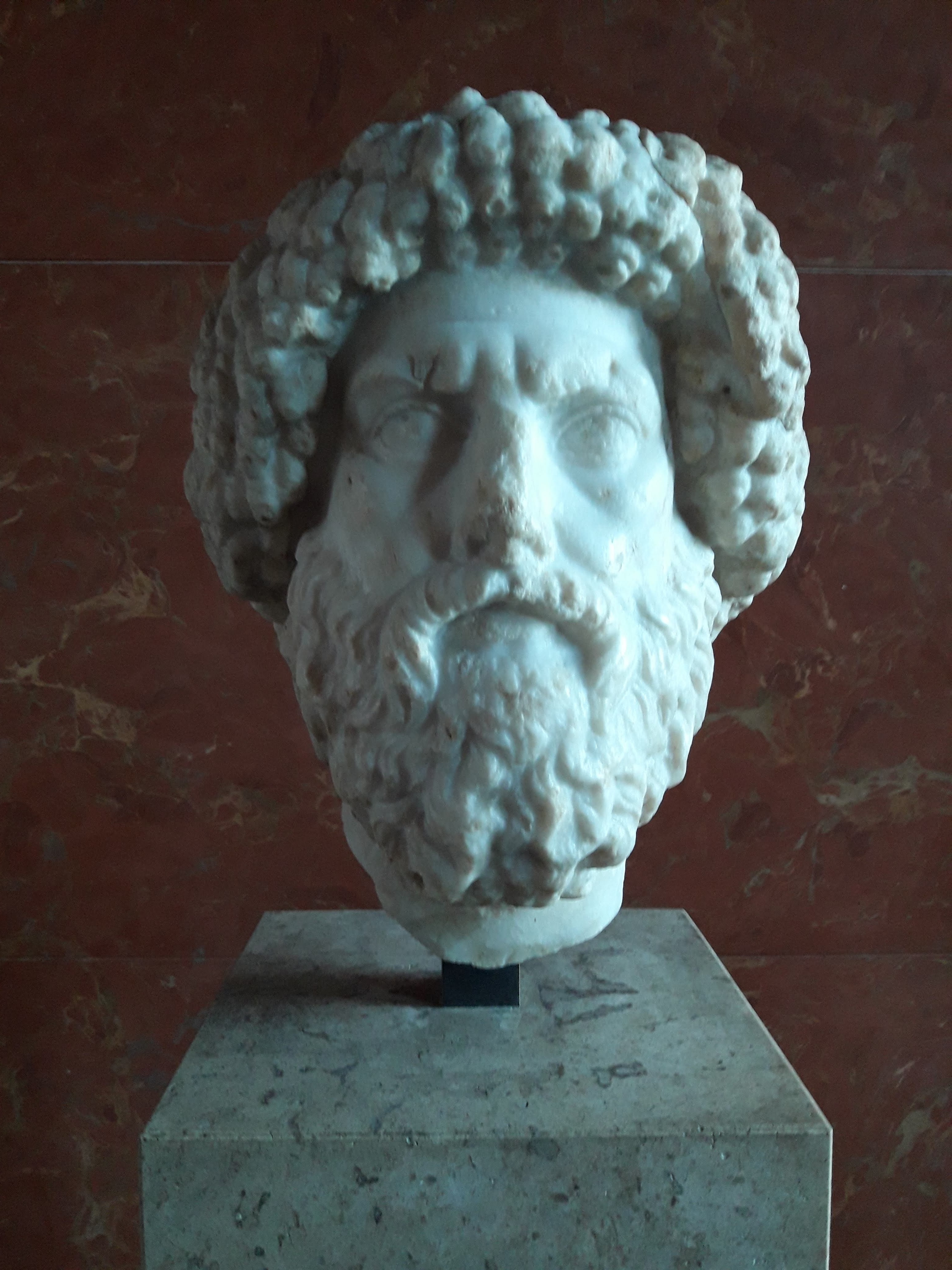
Цар Нумідії Юба І, союзник Помпея.

### Книга третя
Перший розділ присвячений проведенню Цезарем консульських виборів у Римі, а також видання постанов щодо покращення становища боржників. Полководець склав повноваження диктатора, але став консулом — одним із двох глав Римської республіки.
Далі автор повів мову про те, які сили накопичив Гней Помпей, поки Цезар проводив кампанію в Дальній Іспанії. За Цезарем, незважаючи на його довгу відсутність в Іспанії, командир флоту М. Бібул не очікував швидкого прибуття нового консула на Балкани. Цезар встиг прослизнути непоміченим, однак численний флот Бібула відрізав йому морський шлях для отримання підкріплень.
Перед тим, як повідати головну частину книги, автор «Нотаток…» розповідає про облогу Салон, яка у композиції твору відіграє роль увертюри — короткого вступу до опери, який програмує слухача на певні думки щодо проблематики основної частини опери. Цезар представляє своїх прибічників у вигляді відчайдушних римських громадян, які готові знехтувати соціальним розшаруванням (стати пліч-о-пліч з рабами) заради захисту свого міста, образ якого безперечно мав нагадувати читачам про те, що могутній «римський світ» виник з одного міста — римської цивітас (місто-держава). На противагу ідеалізованим героям міста постав ватажок Октавій зі своїми загонами диких та неосвічених варварів. У такого роду увертюрі салонці успішно розбивають Октавія та опустошують 6 ворожих таборів, незважаючи на тяжкі удари долі.
Далі ведеться мова про дії Цезаря на Балканах. Пославши гінця до Помпея з пропозицією перемовин (як він сам визнав, більше для психологічного ефекту, ніж для справжніх перемовин), він рушив містами Епіру, які один за другим відчиняли ворота консулу римського народу. Помпей, остерігаючись повторення сюжету кампанії Цезаря в Дальній Іспанії, вирушив назустріч своєму опоненту, проте суперники не одразу вступили у бій через наближення зими та неготовність до рішучих дій. Помпей розквартирував свої легіони в Діррахії, а Цезар — в Аполлонії.
У цей час флот Бібула, який охороняв узбережжя Епіру, втратив опору через зайняття ворогом берегу. Це змусило його до спроби переговорів, яка виявились безплідними. Внаслідок тяжких поневірянь Бібул помер, а його флот розділився на кілька ескадр, хоча ще ніс вартову службу. Пізніше Лібон на чолі однієї з таких ескадр спробував замість блокади розбити флот цезаріанців та захопити Брундізій (сучасний Бриндізі]), але це призвело лише до нераціональних втрат.
За такої ситуації в морі Марк Антоній вирішив спробувати переправити військову допомогу Цезарю. Він успішно ухилився від ескадри Колонія, колишньої частини флоту М. Бібула, та рушив на возз'єднання з основним військом.
Гнtq Помпей намагався не допустити цього, однак цезаріанців вчасно інформувало місцеве населення, тож Помпею довелось відступити вглиб Балкан. Задля зрівноваження сил, він надіслав листа з проханням прибути Квінту Сципіону: той оголосив себе імператором та порядкував у Пергамі, збираючи кошти добровільно і насильно. Замість боротьби з іноземними ворогами-парфянами, за словами автора «Нотаток…», він прибув у Македонію, а звідти на македонсько-фессалійський кордон задля вигнання цезаріанців, яким македонці та етолійці самі дозволили собою володіти.
Однією з важливих подій було спалення кораблів Антонія Помпеєм-молодшим, який таким чином здобув гегемонію на морі.
Війна, проте, велась за володіння суходолом, і Цезар вирішив напасти на Помпея. Той, не бажаючи давати вирішального бою, продовжував позиційну війну, побудувавши довжелезну лінія укріплень, у багатьох точках якої постійно точились дрібні бої замість одного великого і вирішального.
Поки військо Помпея вмирало від хвороб, а сили Цезаря шукали заміну хлібові, велись переговори зі Сципіоном, які так і не закінчились нічим: Сципіон остаточно став на бік Помпея.
У той же час, позиційне протистояння не принесло Цезарю бажаних наслідків: обидві сторони зазнали втрат, до Помпея перейшла частина аллоброгів, а заволодіння одним із таборів ворога зійшло нанівець. Цезар покинув ідею перемогти таким чином, тому пішов на поміч своїм гарнізонам у Фессалії. Багато общин повірили пліткам про поразку Цезаря, тож становище Помпея зміцнилось, однак автор «Нотаток…» взяв з ходу Гомф, і настрої корінного населення перемінились.
Надалі автор дає зрозуміти, що настає близький кінець військових дій на Балканах, адже, врешті-решт, Помпей за наполяганнями свого оточення вирішив дати генеральну битву. Перед цим детально описується нарада в таборі помпеянців щодо тактики в бою, розміщення військ, хід битви та втрати сторін. Врешті-решт, Помпей був переможений та втік разом з прибічниками, роблячи на шляху відступу вигляд, ніби він переможець, з метою отримати побільше грошей. Він мав намір продовжити війну за підтримки єгипетського війська, однак регенти царя Птолемея XIV зчинили заколот і вбили Помпея та його супутників.

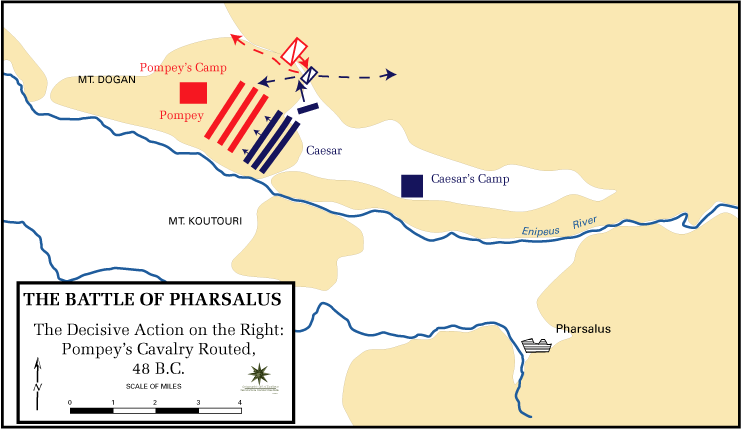
Фарсальська битва, 48 р. до Р. Х.

Переслідуючи свого ворога, Цезар опинився в Александрії, але, замість боротьби з колишнім соратником, він добровільно взявся регулювати династичний конфлікт у царстві Птолемеїв. Справа дуже швидко прийняла воєнний відтінок, і, невдовзі, іноземець-римлянин був обложений у районі Александрії військами Ахілли, начальника єгипетського війська. Цезар швидко евакуювався з міста та зайняв Фарос — острів з першим у світі маяком, що давав можливість контролювати морські шляхи до Александрії. Скоро Порфін, один із регентів царя Птолемея, намагався зв'язатись з Ахіллою із підконтрольної Цезарю частини міста задля корегування подальшого наступу, однак він був розкритий та був страчений. У цьому місці оповідь різко припиняється, що дає можливість судити як про втрату, так і про незавершеність «Нотаток…». На користь незавершеності свідчить продовження розповіді у «Нотатках про війну в Александрії», яка, втім, не вважається написаною Г. Ю. Цезарем ще античними авторами.

## Відродження інтересу до книги
Усім відомий інтерес французького імператора Наполеона І до старовини: під час Єгипетського походу був заснований Інститут Єгипту, що надалі детально вивчав історію Стародавнього Єгипту; сам Наполеон І спочатку заснував для себе посаду консула, наслідуючи відповідну римську магістратуру (і, напевно, наслідуючи манеру Октавіана Августа знущатись над демократичними порядками); Кароліна Бонапарт у 1808—1814 рр. активно сприяла розкопкам в Помпеях. Тому, не дивно, що за наказом переможного генерала, всі роботи Цезаря були проаналізовані, об'єднані та увійшли до складу «Історії Жюля Сезара». Це, безумовно, підвищило інтерес до постаті римського полководця та подій громадянської війни 49-45 рр. до н. е. «Нотатки про Галльську війну» і «Нотатки про Громадянську війну» стали прикладом для вивчення латини, адже Цезар писав лаконічно, просто і грамотно. (до прикладу, племінник Цезара, Октавіан Август писав з помилками, які принципово не виправляв, і до того ж часто вживав фразеологізми, дивні навіть для римських істориків)